# Programa operacional
No contexto União Europeia, um programa operacional é um plano de pormenor em que os estados-membros da União Europeia definem como são investidas as verbas dos Fundos Estruturais e de Investimento Europeus durante determinado período de tempo. Os programas operacionais podem incidir sobre uma região específica ou sobre um tema de caráter nacional.